# TP-003
TP-003は、科学研究で使用される薬品である。抗不安薬としての効果を持つ。

## 概要
新しい化学構造を持つ抗不安薬であり、科学研究に使用される。ベンゾジアゼピン系薬剤と同様の効果があるが、構造的に異なるため、非ベンゾジアゼピン系抗不安薬として分類される。GABAA受容体のベンゾジアゼピン結合部位のリガンドにおいては、陽性アロステリック調節因子である。ジアゼパムよりは少ないものの、弱い抗痙攣作用がある。